# Marooned
„Marooned“ je čtvrtá skladba z posledního studiového alba anglické progresivně rockové skupiny Pink Floyd, vydaného v roce 1994. Je to instrumentální skladba, kterou složili kytarista David Gilmour a klávesista Richard Wright.

## Sestava
- David Gilmour – kytara
- Richard Wright – syntezátor piáno
- Nick Mason – bicí, perkuse
- Jon Carin – klávesy
- Guy Pratt – baskytara